# Peerer
Peerer war ein französisches Volumenmaß für Getreide.
- 10 Peerer = 1 Tonne